# هيلين غاردينر
هيلين غاردينر هي ناشِطة كندية، ولدت في 18 يوليو 1938 في كيركلاند ليك في كندا، وتوفيت في 22 يوليو 2008 في أونتاريو في كندا بسبب سرطان البنكرياس.